# イシャポール 2A小銃
イシャポール 2Aおよび2A1（英語: Ishapore 2A/2A1、正式名称:Rifle 7.62mm2A/2A1）は、1963年にインド軍が予備兵器として採用したボルトアクション式小銃であり、一般にはリー・エンフィールド小銃の派生型の一つに数えられる。この小銃は、原設計からの発展により7.62×51mm NATO弾対応の構造を有するにもかかわらず、「.303」という誤った呼称で解説される場合がある。2Aの設計は1962年に勃発した中印国境紛争の直後、インド兵器工場部（英語: Indian Ordnance Factories Service、略称:IOFS）傘下のイシャポール小銃工場（英語: Rifle Factory Ishapore、略称:RFI）にて開始された 。

## 概要

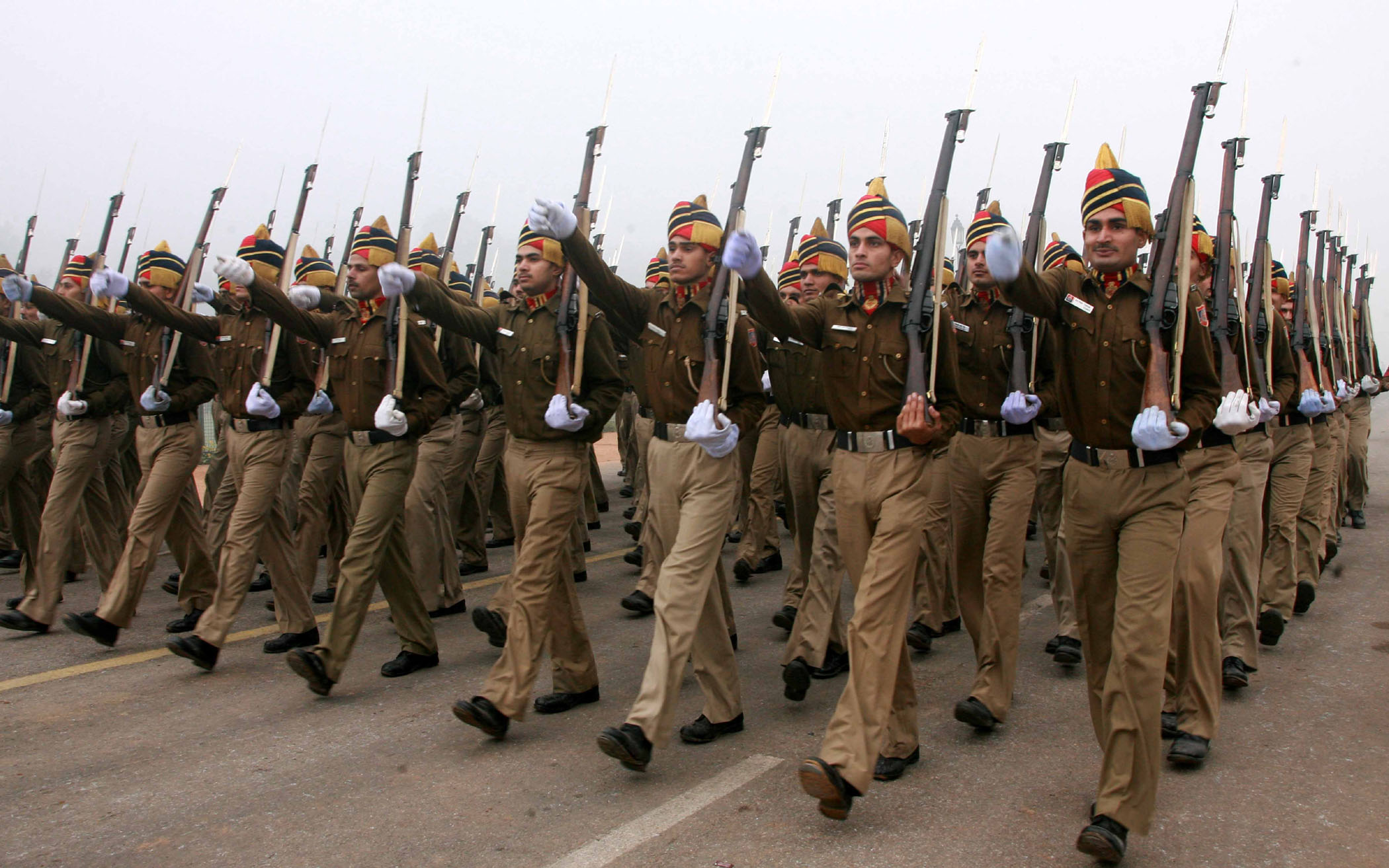
着剣状態のリー・エンフィールド小銃を装備しパレードを行うデリーの警察官。2009年の共和国記念日に撮影

2A/2A1は、狙撃などの特殊用途向け以外の小銃のうち、正規軍へ配備するために設計された最後のボルトアクション式小銃であるという特徴を持つ。
インドのイシャポール小銃工場では、英領インド時代の1900年代以来、長らくリー・エンフィールド系の小銃が製造されていたが 、2Aはインド軍のSMLE Mk III*が段階的に廃止された後の1962年に生産が開始された。インド製のSMLE Mk III*は1956年から1965年に製造されたタイプ56という呼称のものが知られているが、この仕様は2Aの生産・配備に移行したこともあり、稀少となっている。
2A/2A1は、原型となったイギリス製のSMLE Mk III*と比較して、角ばった形の特徴的な弾倉（10発または12発装填可能）と、1A（インドで生産されたL1A1の派生型）と共通の床尾板を用いている点を除き、殆ど同一の外観を持つ。
2AはSMLE MkIII用の銃剣であるイギリス製パターン1907銃剣（P'07銃剣）を装着できるよう設計されている。その他、7.62mm NATO弾を使用した際に生じる高圧への対応を図って改良された鋼材が使用されたり、リムレス弾に適した仕様に再設計されたエキストラクターを採用するなどの差異がある。
当初の2Aの設計では、2000mまでの目盛りが印されたリー・エンフィールド式の照準器を採用していた。1965年になると改良型の「Rifle  7.62mm 2A1」が開発され、より現実的な距離である800mの照準器が搭載されるようになった。銃床はNo.1 Mk.IIIのものが再利用され、マガジンウェルの前方にプラスネジが追加された。
銃床の中には現存する余剰品から回収されたものもあり、一部は腐敗や破損などで傷んだ木材が交換された職人的な修理の形跡が見られる。この修理は特にリコイルドロー（射撃後の反動でレシーバーが接触する部分）に顕著に見られるが、原因としては、小銃を保管する際に銃口を上向きにしていた場合、オイルやグリースが自重で特定部分に溜まり、経年とともに故障を起こすことが多かったためである。
2Aおよび2A1は年間22000から115000丁、平均で70000丁が生産され、1974年の生産終了までに合計で約25万丁が製造された。
現在、2A1はアメリカ合衆国の民間市場で人気を博しており、まとまった数の輸出販売が行われている。

## 派生型

### 2A
初期生産型。照準器の記載距離は2000m。

### 2A1

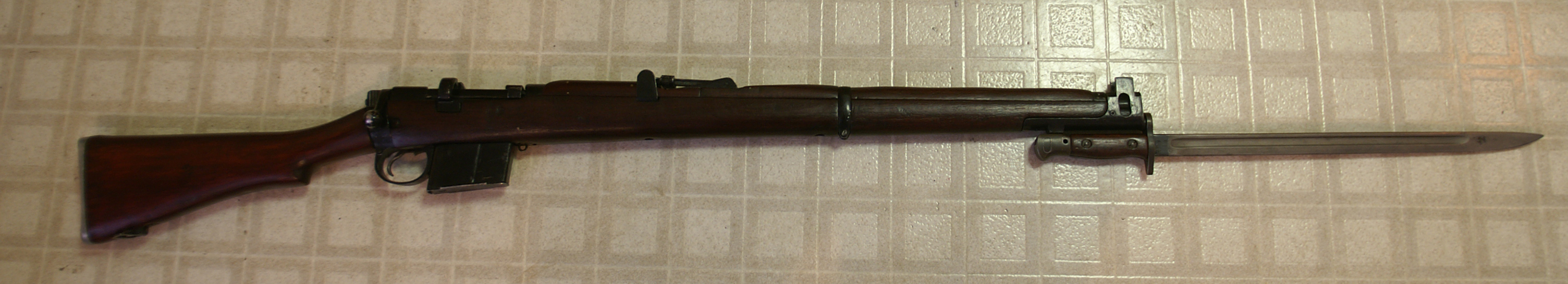
パターン1917銃剣を着剣したイシャポール 2A1

改良が加えられた二次生産型。照準器の記載距離は800m。

### カービン仕様
2A1を改造したカービン銃で、アメリカ合衆国ウェストバージニア州のギブス・ライフル・カンパニー社が製作、その関連会社であるニュージャージー州のネイビー・アームズ社が「No.7 Jungle Carbine」の商品名で販売したとされる。消炎器やフロントサイトなど、仕様はイギリス製のNo.5 ジャングル・カービンに類似している。一方、この改造されたカービン銃はNo.4を基に開発されたNo.5とは異なりNo.1 Mk III*の流れを汲んでいるため、銃床の短縮箇所やフロントバンドの位置が違っていたり、レシーバー前方に設けられた古い形式のリアサイトが搭載されているなど、相違点も多い。

## 普及国
インド
インド軍およびインド警察で採用。この小銃の軍での運用は終了しているが、警察においては引き続き使用されている。
 東パキスタン
1971年に勃発した対パキスタン（西パキスタン）の戦争において、後にバングラデシュの国軍を形成するムクティ・バヒニが2Aを広範に渡って配備した。